# Runenstein von Södra Beteby

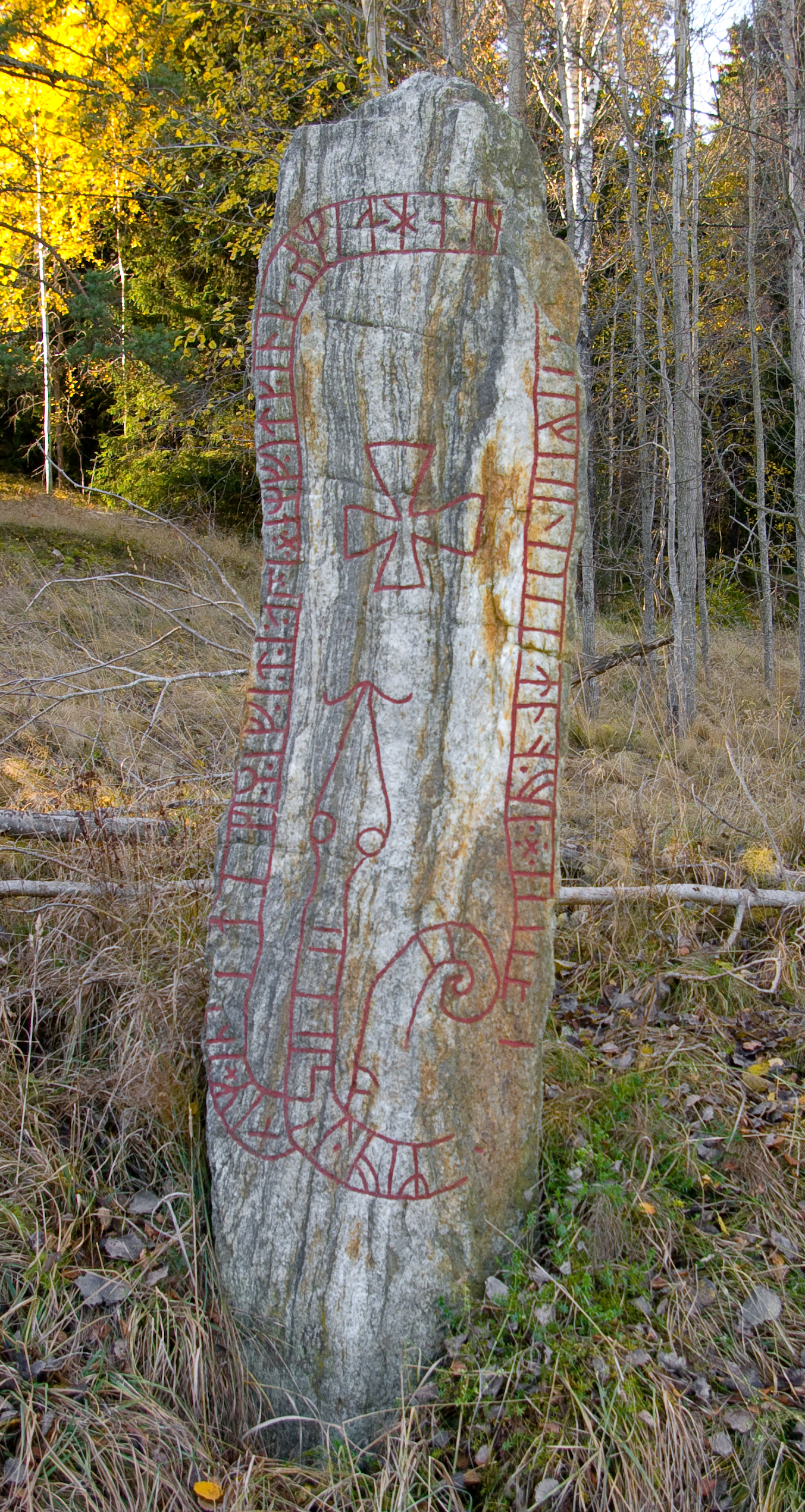
Runenstein von Södra Beteby

Der Runenstein von Södra Beteby (laut Datenbank „Fornsök“ Sö 261) ist ein Runenstein in Södra Beteby, südlich von Österhaninge auf der Halbinsel Södertörn in Södermanland in Schweden. Er steht südlich eines Hofes auf einer Wiese auf der Westseite des Flusses Husbyån.
Der Runenstein wird auf etwa 1000 n. Chr. datiert. Der nicht entzifferbare „Text“ besteht aus runenähnlichen Zeichen. Man muss davon ausgehen, dass der Runenstein eine andere Bedeutung oder Funktion hatte. Sollten es magische oder Geheimrunen sein, dann entsteht die Frage, warum sie auf diesem Stein stehen und wer ihn geschnitzt und bezahlt hat.
Die Ornamentik ist einfach mit einer in Vogelperspektive (schwedisch fågelperspektiv) dargestellten Schlange, deren Nase auf ein schmuckloses christliches Kreuz weist. Der Runenstein steht an der Husbyån, die während der Wikingerzeit eine Anzahl größerer Dörfer passierte. Östlich des Steins befindet sich ein Gräberfeld aus der jüngeren Eisenzeit. Der nächste Stein an der Husbyån war der verlorene Stein Sö 263. Westlich von Sö 261 im Wald befindet sich der Runenstein Sö 260, der lesbar ist und stilistisch zum Stein Sö 261 passt.
In der Nähe befinden sich die Runenplatte von Tyresta by und der Uringesten.